# Abdera (Avdira)
Abdera (Άβδηρα, în pronunție neogreacă:  Avdira) este actualmente o municipalitate (κοινότητα / kinotita) din nordul Greciei, în regiunea (περιφέρεια / periferia) Macedonia de Est și Tracia.
Începând de la 1 ianuarie 2011, după ultima reformă administrativ-teritorială din Grecia („planul Kallikratis”), același nume este purtat și de alte două diviziuni administrative imediat supraordonate comunei Avdira: „unitatea municipală” (δημοτική ενότητα / dimotiki enotita) din care face parte și respectiv „municipalitatea” (δήμος / dimos) al cărei centru istoric este.

## Nume
Numele actual al localității (și al unităților administrative omonime) reprezintă o reluare a denumirii antice a orașului grecesc Abdera (înființat în sec. VII î.Hr., pe coasta meridională a Traciei, de către colonizatori ionieni din Asia Mică), ale cărui ruine au fost descoperite în apropiere. Acest nume a fost recunoscut oficial prin actul de constituire a comunității Avdira, din 1924. Denumirea sub care era cunoscută anterior această așezare - folosită în perioada dominației otomane (sec. XVIII-XX) - era „Bulustra”. Spațial, localitatea modernă și orașul antic sunt despărțite de o distanță de aprox. 6 km. Temporal, însă, ele sunt separate de o perioadă de peste cincisprezece secole, în care denumirea antică nu a mai fost utilizată. După distrugerea cetății antice (sec. IV d.Hr.), pe acest loc a supraviețuit doar o mică așezare întărită, atestată în izvoarele bizantine (sec. IX-XIV) sub numele de „Polystylon”, toponimic care stă probabil și la originea denumirii „Bulustra”.
Numele antic are, în limba greacă, formă de neutru plural (τὰ Ἄβδηρα), dar sunt atestate și forme alternative (τὸ Ἄβδηρον, ἡ Ἄβδηρα). În limba latină, el a fost utilizat atât în forma de neutru plural (Abdēra, -ōrum), cât și în forma de feminin singular (Abdēra, -ae). Această ultimă formă s-a încetățenit, fiind resimțită ca mai firească, prin analogie cu majoritatea numelor de orașe din latină – și s-a transmis în limbile moderne. În limba română, forma tradițională este aceea moștenită pe filieră latină (Abdera, genitiv: Abderei) și urmează pronunția „erasmică” a limbii grecești.
În pronunție neogreacă, numele actual al localității este Avdira (accentuat pe silaba inițială). Aceasta este și transliterarea oficială folosită în Grecia și în sistemul ISO. Totuși, majoritatea limbilor moderne, inclusiv româna, continuă să utilizeze formele istorice ale numelui, încetățenite prin tradiție (a se vedea, de pildă, în franceză, „ Abdère”). Aceasta uzanță reprezintă totodată și o recunoaștere implicită a continuității dintre orașul antic și localitatea modernă (care a fost dealtfel și intenția de bază urmărită prin rebotezarea comunei actuale cu numele antic).

## Poziție geografică
Localitatea Avdira este situată în zona litoralului egeean al Traciei (nord-estul Greciei), aproximativ la jumătatea distanței dintre delta râului Nestos (Mesta) și lacul Vistonida. Centrul de comună (satul Avdira), este situat la o altitudine de 40 m. și nu are ieșire directă la mare. În schimb, satele aparținătoare Skala Avdiron și Lefkippos, aflate în apropiere, sunt așezări litorale, situate la vest și respectiv la est de Capul Bulustra, un mic promontoriu pe teritoriului căreia era situată cetatea antică Abdera. Așezarea Skala Avdiron deține un mic port amenajat și o plajă (Paralia Avdiron). În dreptul promontoriului și în imediata apropiere a ruinelor antice, funcționează astăzi o tabără de vacanță a copiilor (Pedikes Kataskinosis).  Înspre est, litoralul continuă cu un golf larg deschis (Golful Vistonida, sau Porto Lagos), de-a lungul căruia sunt situate mai multe lagune cu apă salmastră (cea mai importantă fiind lacul Vistonida).
Relieful de pe teritoriul comunei este colinar, în centru, dar coboară înspre două zone de câmpie situate la vest (până la lunca râului Nestos) și la est (în dreptul lacului Vistonida). Înspre nord, actuala „muncipalitate” Avdira (care cuprinde și „unitățile municipale” Vistonida și Selero) se întinde până la poalele munților Rodopi și se învecinează,  la nord-vest, cu orașul Xanthi.
Principalul curs de apă este râul Kosynthos (cu izvoarele în masivul Koula din munții Rodopi și o lungime totală de 55 km). La ieșirea din orașul Xanthi, râul străbate partea de nord a „municipalității” Avdira, pentru a se vărsa apoi în lacul Vistonida. O importanță hidrografică mult mai mare pentru întreagă acestă regiune o deține, însă, cursul inferior al râului Nestos. Deși se află în afara limitelor teritoriale ale „muncipalității” Avdira, frecventele sale revărsări și aluviunile depuse au modificat substanțial, de-a lungul istoriei, relieful și linia de coastă din această zonă.
În partea de est, la limita dintre „municipalitățile” Avdira și Iasmos (între care este partajată suprafața acestuia) se află Lacul Vistonida (Buru). Vistonida este o lagună (liman) cu apă salmastră, separată de Golful Vistonida printr-un cordon aluvionar, cu mai multe deschideri. Are o suprafață totală de 45 km2 și este al patrulea lac, ca mărime, din Grecia. Reprezentând un biotop acvatic de mare raritate, lacul Vistonida este declarat rezervație naturală și protejat prin Convenția internațională de la Samsar (1971) cu privire la zonele umide.

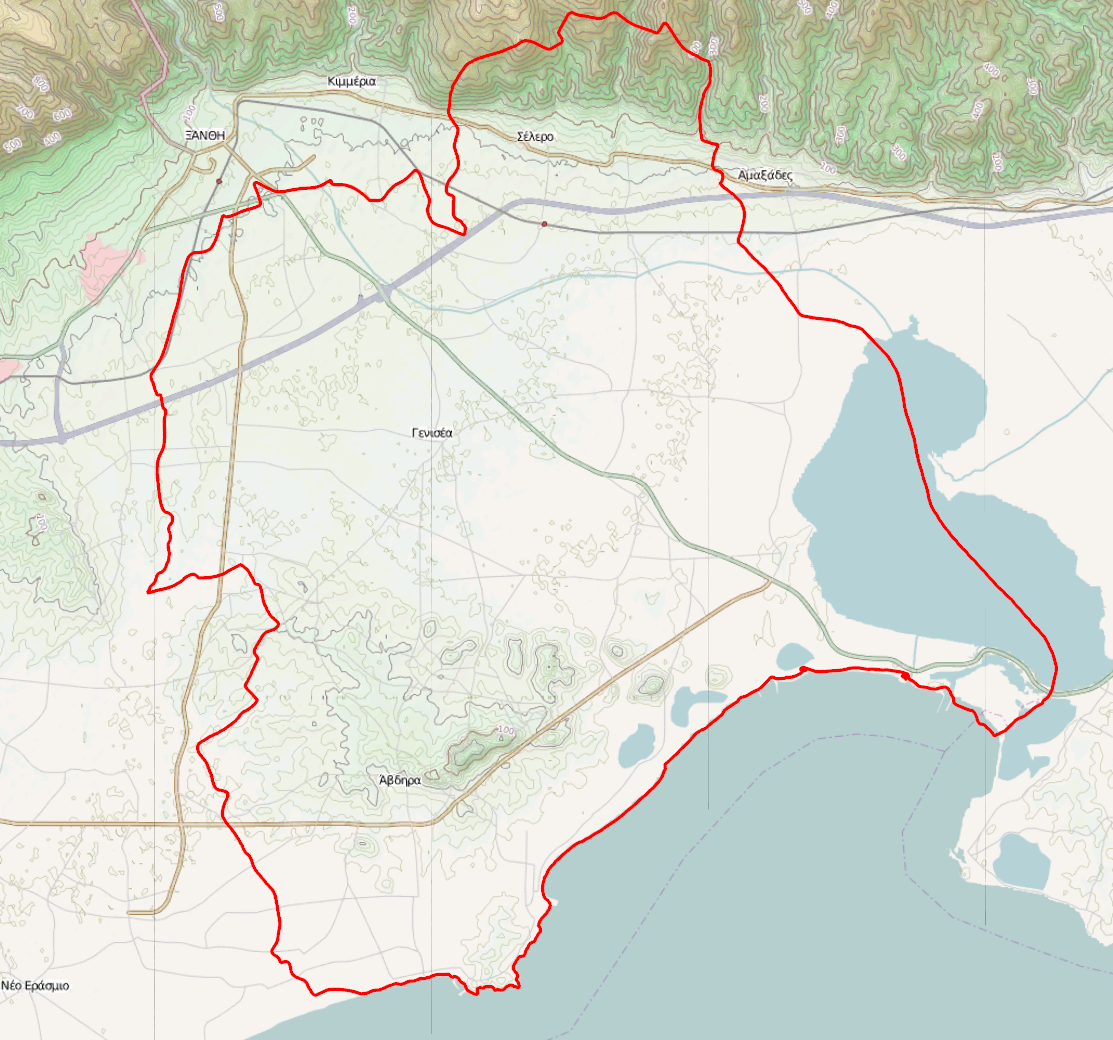
Hartă topografică a actualei municipalități Avdira.

Limita naturală meridională a „municipalității” o constituie litoralul Mării Traciei. În acest sector (cu o lungime de peste 30 de km), apele puțin adânci ale mării, aluviunile de pe fundul ei și plajele largi de nisip nu favorizează dezvoltarea de activități portuare. O excepție notabilă o reprezintă micul port din satul Skala Avdiron, protejat de două moluri lungi (diguri spargeval). Următorul port important este situat în extremitatea vestică a „unității municipale” Avdira, la intrarea în laguna Vistonida (Lagos, comuna Nea Kessani). De-a lungul său, acest sector al litoralului este presărat cu numeroase saline de suprafață (alykes), în care sarea era extrasă, tradițional, din apa de mare, prin evaporare (una din aceste saline este exploatată până în prezent în apropierea comunei Nea Kessani).
Cele mai apropiate insule din Marea Traciei sunt insulele Thasos (30 km distanță, înspre sud-vest) și Samotrace (Samothraki) (75 km distanță, înspre sud-est), care aparțin aceleiași regiuni administrative (Macedonia de Est și Tracia).
Calea de comunicație rutieră cea mai importantă pentru comuna Avdira este drumul regional Vafeika-Archea Avdira, care îi asigură legătura cu Abdera antică și satele de pe coastă (înspre sud) și centrul administrativ al „municipalității”, Genisea (înspre nord). În punctul Vafeika,  acest drum întâlnește șoseaua națională Xanthi-Komotini, care asigură legătura cu cele două orașe din vecinătate. În partea de sud a „municipalității”, legătura dintre râul Nestos și Lacul Vistonida (pe teritoriul Parcului Național Macedonia de Est și Tracia) este asigurată de drumul regional Lagos-Chrysoupoli, care trece pe la sud de comuna Avdira. În fine, partea de nord a „municipalității” este străbătută de autostrada „Egnatia Odos” (E90), principala arteră de comunicație rutieră din nordul Greciei, care asigură legătura cu orașul Alexandroupoli (spre est) și cu orașele Kavala și Salonic (spre vest).
Cele mai apropiate aeroporturi sunt aeroportul „Alexandru cel Mare” din Kavala și aeroportul „Democrit” din Alexandroupoli.
Comuna Abdera este situată la 19 km distanță de orașul Xanthi (centrul administrativ al unității regionale), la 40 km distanță de orașul Komotini (centrul administrativ al regiunii Macedonia de Est și Tracia), la 172 km distanță de orașul Salonic (centrul administrației descentralizate Macedonia și Tracia) și la 350 km distanță de capitala Greciei , Atena. De asemenea, ea este situată la 40 km de granița de nord cu Bulgaria și la 115 km de granița de est cu Turcia (distanțe liniare). Distanța până la București este de aproximativ 395 km.

## Istoric

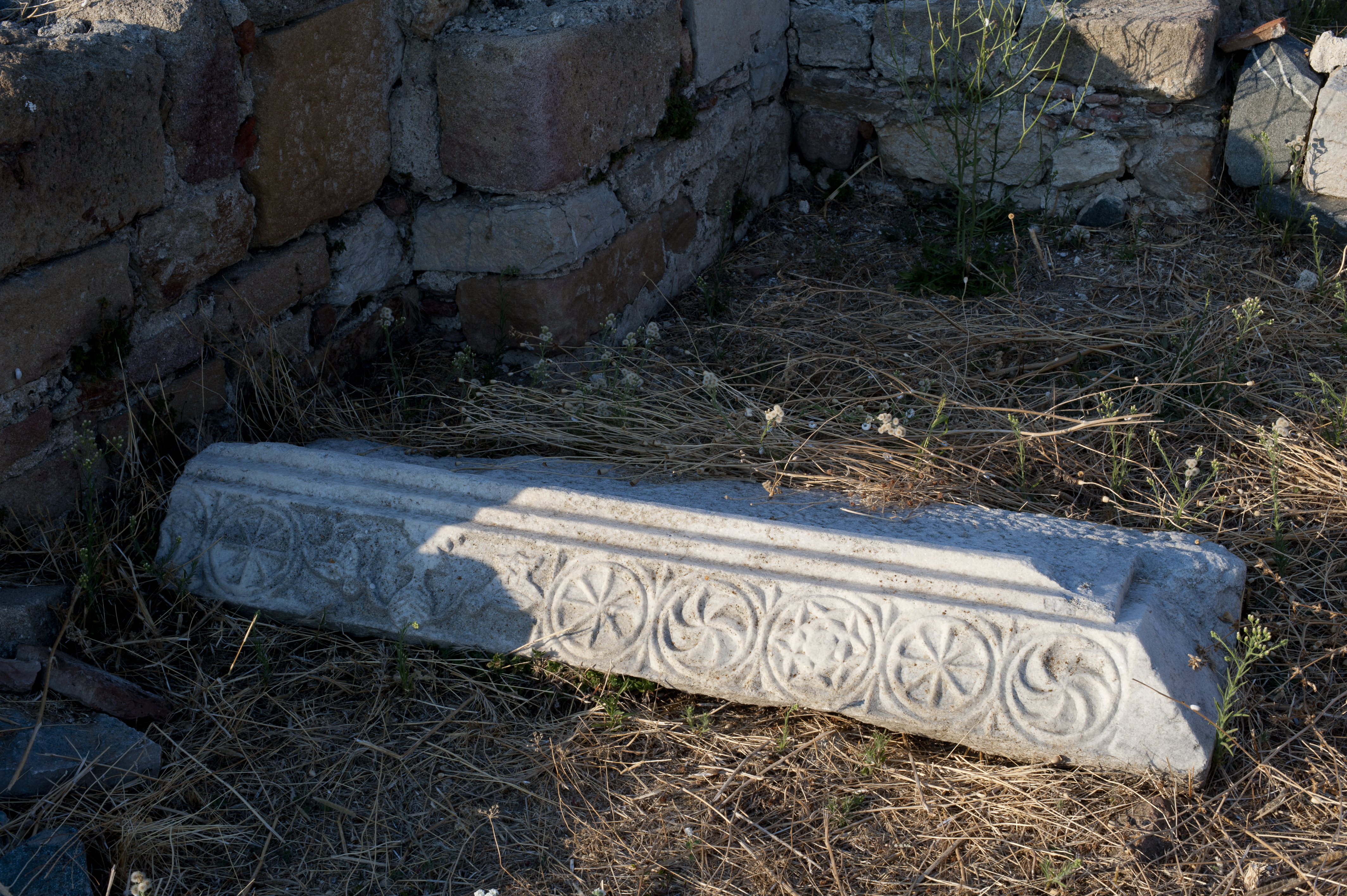
Ruine ale unei biserici bizantine din Polystylon

Urmele din trecut ale satului Avdira (Bulustra) nu pot fi reconstituite cu precizie dincolo de începutul secolului al XVIII-lea. El s-a format, în condiții neclare, în perioada dominației otomane din regiune, între sec. XV și XVIII. Cele mai vechi construcții păstrate datează din jurul anului 1720. Nelămurit rămâne deocamdată și raportul dintre populația acestei noi așezări și populația vechii așezări bizantine Polystylon din vecinătate.
Tradiția locală orală susține că locuitorii vechii cetăți, greu încercate de numeroase războaie și de atacurile frecvente ale piraților, s-au refugiat înspre interior, întemeind noua așezare. În sprijinul acestei versiuni este invocată și existența unui loc numit „Paliochora” (însemnând, în greacă:  „satul vechi”), situat între ruinele de la Polystylon și actuala localitate Avdira. De-a lungul timpului, localnicii au relatat că au descoperit acolo diverse relicve antice (refolosite ca materiale de construcții). Cel mai probabil, însă, e că noua așezare a fost construită de locuitorii sosiți din imprejurimi, pentru a lucra la salinele de pe coasta Bulustrei. Treptat, ocupația principală a locuitorilor a devenit cultivarea tutunului, care se menține în mare măsură până în zilele noastre.
În a doua jumătate a sec. XIX, odată cu destrămarea Imperiului Otoman și restrângerea granițelor sale din Peninsula Balcanică, regiunea Traciei Occidentale (care cuprinde și Bulustra, actuala localitate Avdira) a devenit obiectul rivalității dintre statele naționale recent constituite ale Greciei și Bulgariei. Statutul teritorial internațional al acestei regiuni s-a modificat de mai multe ori, în urma Războiului ruso-turc din 1877-1778, a Războaielor Balcanice din 1912-1913 și a Primului Război Mondial. Prin Tratatul de pace de la Neuilly-sur-Seine, din 1919, regiunea Traciei Occidentale revine definitiv Greciei, căreia îi aparține până în prezent. (O paranteză în această evoluție o constituie perioada celui de-al Doilea Război Mondial, când Bulgaria a ocupat vremelnic regiunea, dar a fost obligată să o retrocedeze după încheierea conflictului).

Fotografie din 1902 a satului Bulustra. În fundal, clădirea istorică Antilogia care adăpostește azi Centrul cultural al comunei Avdira.

Integrarea Traciei Occidentale în teritoriul Greciei, alături de celelalte teritorii câștigate după Primul Război Mondial, a avut ca efect revitalizarea sentimentului de apartenență la națiunea-mamă și la istoria multiseculară a acesteia, nutrit de populația locală greacă. Identificarea ruinelor din zona Capului Bulustra cu cetatea antică Abdera (propusă încă din 1887 de către istoricul austriac W. Regel și confirmată de primele cercetări arheologice) a alimentat și ea ideea continuității dintre vechiul oraș și localitatea modernă.
Pe de altă parte, „Marea Idee” națională a statului grec aflat în plină expansiune teritorială, care întreținea speranța recuperării Constantinopolului și a orașelor grecești din Asia Mică, a suferit o gravă înfrângere în urma eșecurilor militare din 1921-1922. Nu numai că armata greacă a fost respinsă în campania din Asia Mică, dar numeroase orașe grecești de pe coastă au fost distruse în chip de represalii, iar populația lor a fost nevoită să se refugieze în Grecia continentală. Orgoliul rănit al națiunii grecești a căutat, în această perioadă, să compenseze prin gesturi simbolice eșecurile suferite pe plan diplomatic și militar.
În acest context ideologic trebuie plasată și organizarea administrativ-teritorială din 1924 a regiunii Tracia, recent integrate. Prin decret prezidențial, președintele Republicii Elene a recunoscut constituirea a numeroase comunități, folosind denumirile lor date de locuitorii greci, dar și reluând adesea numele sub care au fost cunoscute localitățile antice grecești din zonă. Printre acestea din urmă s-a numărat și comuna Avdira (în grafia epocii: Αὔδηρα), care își revendica numele de la cetatea antică Abdera.
Fostul sat Bulustra era singurul sat existent, înainte de 1922, pe teritoriul din 1924 al comunei Avdira, el fiind înconjurat în trecut numai de câteva „ciflicuri” (mici moșii, în turcă). Celelalte sate aparținătoare s-au format ca așezări de refugiați greci proveniți din Asia Mică și Tracia Orientală, mai ales în urma schimburilor de populații impuse prin Convenția de la Lausanne (1923). Astfel, satul Mandra Tsikour a fost întemeiat de refugiați din orașul Serdivan din Bitinia. Ei și-au părăsit orașul, în urma ocupării acestuia de către armata turcă a lui Kemal (în iunie 1921) și au luat drumul băjeniei, îmbarcându-se la Nicomedia și stabilindu-se inițial în taberele de refugiați din Volos. Ulterior, ei s-au mutat în apropiere de Xanthi, iar în 1924, cu sprijinul statului grec, au întemeiat satul Mandra Tsikour. Satele Kalfalar și Kousiabali au fost întemeiate de refugiați greci proveniți din regiunea din jurul orașului Adrianopol (Edirne) din Tracia Orientală. Nu se cunosc date despre populația turcă din Bulustra care a părăsit așezarea pentru a se refugia în Turcia. Cert este faptul că, în urma acestor mișcări de populații, componența etnică a populației noii comune Avdira s-a modificat în favoarea elementului grec.

## Organizare administrativă
De la data constituirii ei și până la sfârșitul anului 1944, comuna Avdira a aparținut prefecturii Rodopi.  În componența ei intrau, inițial, satele: Kalfalar (rebotezat în 1928, sub numele „Myrodaton”), Pezoula, Ghiona, Veloni și Mandra Tsikour (devenit comună de sine stătătoare în 1928, sub numele „Mandra”). Un alt sat, sub numele „Kousiabali”, a aparținut de asemenea comunei Avdira, între 1928 și 1940.
De la 21 decembrie 1944, comuna Avdira și satele aparținâtoare sunt transferate prefecturii Xanthi.  Satul Myrodato se desprinde și devine comună de sine stătătoare în 1947. Satele Paralia Avdiron și Ayios Athanasios intră în componența comunei în 1961, dar sunt desființate în 1971. Tabăra de vacanță a copiilor (Pedikes Kataskinosis) intră în componența comunei din 1971. În 1981 se adaugă comunei satul Lefkippos (Leucip), iar în 1991 satul Protagoras, botezate astfel în cinstea filosofilor antici din Abdera.
     Avdira - 3.917 locuitori (2001)
     Vistonida - 10.174 locuitori (2001)
     Selero - 4.509 locuitori (2001)

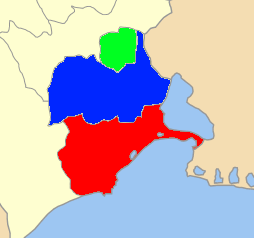
Harta admintsrativă a unităților municipale (subdiviziuni) ale municipalității Avdira, unificate prin „Planul Kallikratis” (2011).
Avdira - 3.917 locuitori (2001)
Vistonida - 10.174 locuitori (2001)
Selero - 4.509 locuitori (2001)

Prin reforma administrativ-teritorială din 1997 din Grecia („Planul Kapodistrias”), Avdira a fost ridicată la rang de „municipalitate” (δήμος, dimos), cu primar și consiliu municipal proprii, aparținând în continuare prefecturii Xanthi. Între 1997 și 2010, fosta comună Avdira devine centrul administrativ al acestei „municipalități”. Alături de ea, în componența noii unități administrative mai intră comunele Mandra (constituită în 1928), Myrodato (constituită în 1947, cu satele Myrodato și Erodios) și Nea Kessani (constituită în 1931, cu satele Nea Kessani, Lagos, Potamia și Loutra Potamias). Teritoriul noii „municipalități” create în 1997 avea o suprafață totală de 161,9 km2.
Din anul 2001, în componența „municipalității” Avdira intră satul Skala Avdiron, iar satele Protagoras și Veloni sunt desființate.

### Planul Kallikratis (2011)
Prin cea mai recentă reformă administrativ-teritorială din Grecia („Planul Kallikratis”), începând de la 1 ianuarie 2011, au fost definite noi unități și subunități administrative și a fost redus numărul unităților locale de bază.
Astfel, fostele „municipalități” (δήμοι, dimi) vecine Avdira, Vistonida și Selero au devenit „unități municipale” (δημοτικές ενότητες, dimotikes enotites) și au fost unificate într-o nouă „municipalitate” (δήμος, dimos) cu numele Avdira, care are o suprafață totală de 314,8 km2 și o populație totală de 18.573 locuitori (conform recensământului din 2001). Centrul administrativ al noii „municipalități” este Genisea (în „unitatea municipală” Vistonida) dar centrul ei istoric a rămas Avdira.
Comuna (κοινότητα, kinotita) Avdira se menține și are în componența ei următoarele subdiviziuni: Avdira, Veloni, Ghiona, Lefkippos (Leucip), Tabăra de vacanță a copiilor (Pedikes Kataskinosis), Pezoula și Skala Avdiron.
Diviziunile administrative supraordonate comunei Avdira sunt: „unitatea municipală” Avdira (cuprinzând comunele Avdira, Mandra, Myrodato și Nea Kessani) și „municipalitatea Avdira” (cuprinzând „unitățile municipale” Avdira, Vistonida și Selero).
La rândul ei, „municipalitatea” Avdira aparține „unității regionale” (fosta prefectură) Xanthi, inclusă în regiunea administrativă Macedonia de Est și Tracia, cu sediul la Komotini. În fine, aceasta din urmă (împreună cu regiunea Macedoniei centrale) face parte din „administrația descentralizată” Macedonia, cu sediul la Salonic.

## Populație
La recensământul din 2001, populația totală reală a actualei „municipalități” Avdira a fost de 18.573 locuitori, iar densitatea medie a populației a fost de 59 loc/km2. Toate localitățile din componența „muncipalității” sunt localități de tip rural iar principala ocupație a locuitorilor este agricultura (un loc aparte îl deține cultivarea tutunului).
Alături de greci, în regiune locuiesc și importante comunități turcești și bulgare. Întrucât statul grec nu recunoaște oficial existența minorităților etnice, nu sunt publicate date precise referitoare la aceste comunități. Se estimează că ponderea populației musulmane din fosta prefectură (actuala „unitate regională”) Xanthi, din care face parte „municipalitatea” Avdira, este de peste o treime (cu o concentrare mai mare în regiunea orașului Xanthi). Semnificativ este faptul că, la precedentele două alegeri municipale din Selero (anterioare unificării cu Avdira și Vistonida din 2011), primarii au fost aleși din rândul comunității turcofone.
Repartizarea populației reale pe (sub)unități administrative, conform recensământului din 2001, se prezenta după cum urmează:

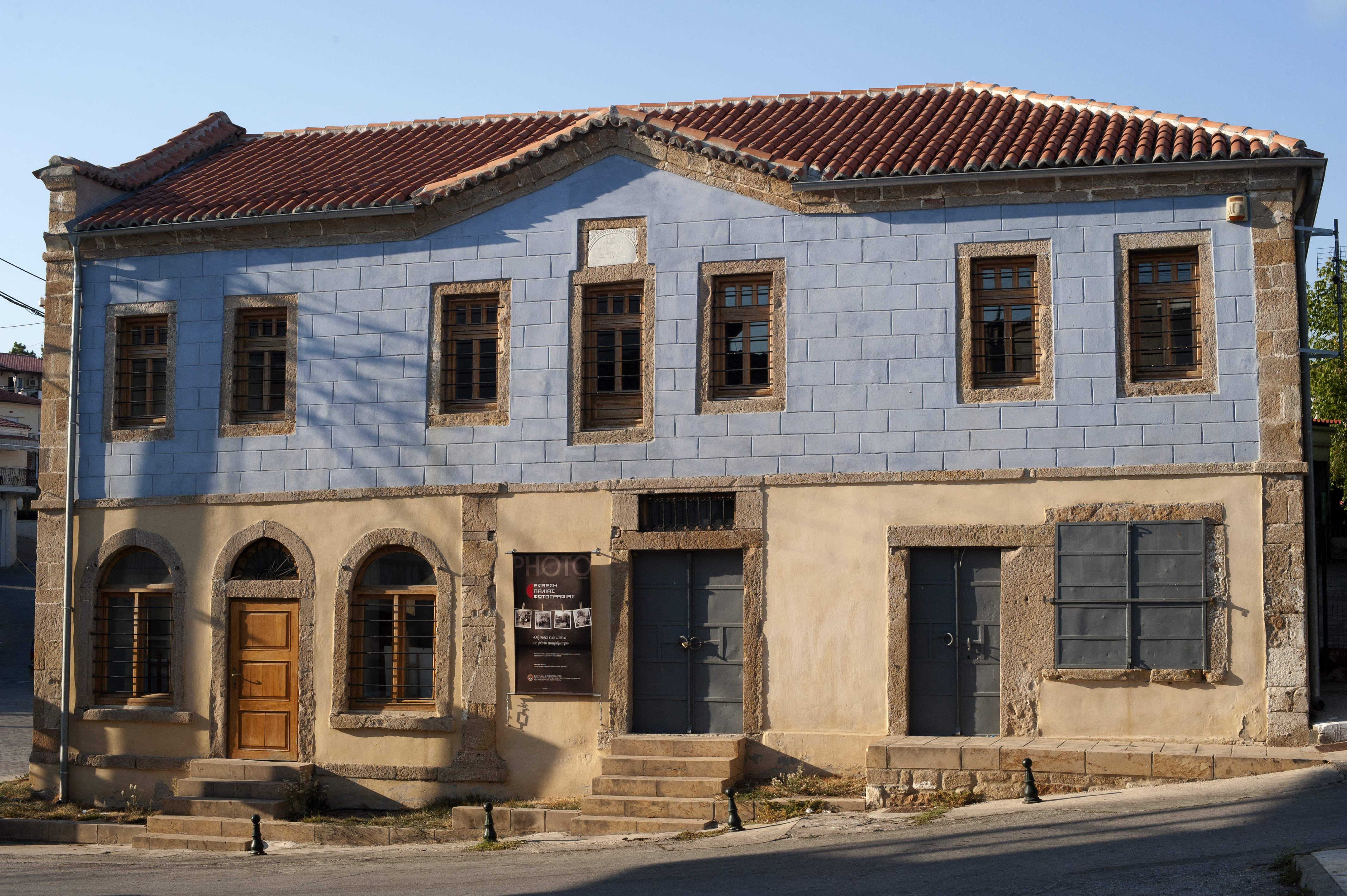
Centrul cultural al comunei Avdira, adăpostit în Clădirea Antilogia (Domos Antilogias)

### Comuna Avdira
- Avdira - 1.229 locuitori (2001)
- Veloni - 0 locuitori (2001)
- Ghiona - 141 locuitori (2001)
- Lefkippos (Leucip) - 80 locuitori (2001)
- Tabăra de vacanță a copiilor - 0 locuitori (2001)
- Pezoula - 150 locuitori (2001)
- Skala Avdiron - 43 locuitori (2001)

### Unitatea municipală Avdira
- Comuna Avdira - 1.643 locuitori (2001)
- Comuna Mandra - 597 locuitori (2001)
- Comuna Myrodato - 587 locuitori (2001)
- Comuna Nea Kessani - 1.091 locuitori (2001)

### Municipalitatea Avdira
- Unitatea municipală Avdira - 3.917 locuitori (2001)
- Unitatea municipală Vistonida - 10.174 locuitori (2001)
- Unitatea municipală Selero - 4.509 locuitori (2001)

## Obiective de interes turistic și cultural
Principalul obiectiv turistic și cultural al comunei Avdira îl reprezintă complexul arheologic (parc și muzeu) al cetății antice Abdera, situat la 6 km distanță de satul modern. Dar și în centrul istoric al localității moderne se păstrează numeroase clădiri din sec. al XIX-lea, care ilustrează stilul arhitectonic tradițional din regiune: clădirea Antologia (Δόμος Αντιλογίας – actualmente Centrul cultural al comunei), fosta școală primară (Διδακτήριο – actualmente Muzeul Etnografic), Biserica Sfânta Paraschiva, conacul Pamoutsoglou, mahalaua Șacal (cartierul turc Τσακάλ Μαχαλάς) ș.a.
Manifestarea culturală cu cea mai mare popularitate este Carnavalul dinaintea Postului Paștilor, cu obiceiuri tradiționale, care culminează cu o paradă de care alegorice și măști folclorice. În ziua de Lăsatul Secului (Καθαρά Δευτέρα), obiceiul înălțării zmeielor atrage numeroși vizitatori din împrejurimi, cărora li se oferă o mâncare de fasole tradițională (φασολάδα) gătită în piața centrală a satului, pe tot timpul nopții precedente, într-un ceaun imens, pe foc de lemne.
La sfârșitul lunii august are loc festivalul Democritia (în cinstea filosofului antic Democrit), cu seri culturale, spectacole teatrale și muzicale, întreceri sportive ș.a. În noaptea cu lună plină care se întâmplă să cadă în această perioadă, parcul arheologic rămâne deschis până în zori și se organizează o serbare folclorică. Festivalul culminează cu sărbătorirea hramului Bisericii Sfânta Paraschiva (pe 25 august, în ajun).
Turismul estival se concentrează mai ales în zona litorală. Plajele cele mai frecventate sunt cele din satele: Skala Avdiron, Ai Yianni (Lefkippos), Porto Lagos, Mandra și Myrodato (ultimele două, cu camping amenajat). O tabără de vacanță pentru copii funcționează în apropierea parcului arheologic (Pedikes Kataskinosis). În satul Potamia funcționează de asemenea o bază de tratament balnear (Loutroupoli). În ultimii ani, este încurajată și dezvoltarea unor forme alternative de turism („de nișă”): agroturism (degustare de vinuri la fermele viticole Vourvoukeli și Sgouridi, echitație la ferma Kyriakou), ecoturism (drumeții în rezervația naturală Lacul Vistonida și refugiul pentru animale sălbatice din pădurea Domuz Orman), turism religios (pelerinaje la Mănăstirea Sfântul Nicolae din Porto Lagos).
- Parcul Arheologic Avdira
- Muzeul Arheologic Avdira
- Muzeul Etnografic Avdira
- Rezervația naturală Lacul Vistonida